# Spielzeugmuseum im Havelland

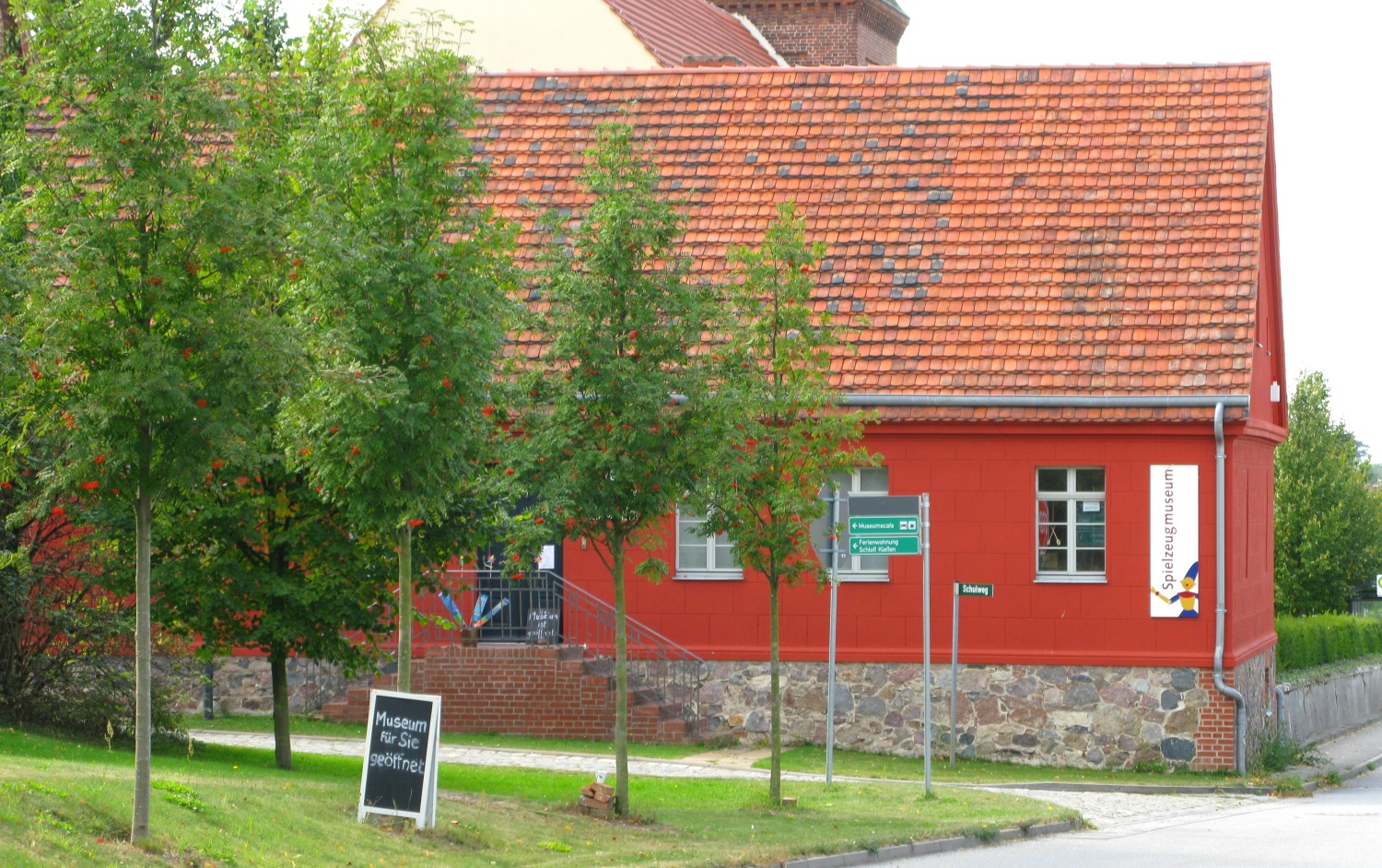
Außenansicht des Spielzeugmuseums im Havelland

Das Spielzeugmuseum im Havelland in Kleßen, einem Ortsteil von Kleßen-Görne zeigt herausragende Beispiele historischer Spielzeuge und erinnert an die weltweite Bedeutung der deutschen Spielzeugindustrie. 

## Lage
Das Spielzeugmuseum im Havelland befindet sich im Bundesland Brandenburg, ca. 60 km westlich von Berlin im Ländchen Rhinow am Rande des Naturpark Westhavellandes. Kleßen liegt östlich der B 5 und nördlich der B 188.

## Museumsgebäude
Das Museum befindet sich in der ehemaligen Dorfschule, an der Adresse Schulstraße 1. Das Schulhaus entstand im Jahr 1820. Als Vorbild für den Bau diente die von Friedrich Eberhard von Rochow in Reckahn errichtete Reckahner Schule. Die Kleßener Schule wurde in den Jahren 2005 und 2006 saniert und wird seitdem als Spielzeugmuseum genutzt. Träger des Spielzeugmuseums ist der gemeinnützige Verein „Spielzeugmuseum im Havelland e.V.“. Südlich des Schulhauses, im ehemaligen Kleintierstall des Schulmeisters, befindet sich eine zum Museum gehörende Cafeteria.

## Ausstellung
Im Spielzeugmuseum werden in fünf Räumen Spielwaren aus 200 Jahren deutscher Spielzeugindustrie gezeigt. Kleine Spielstationen machen das Museum zu einem Erlebnis für die ganze Familie.
Die Ausstellung ist in sieben Räumen im Erd- und Dachgeschoss des Hauses untergebracht.
- Raum 1: „Alles was kleine Jungenherzen höher schlagen lässt“ – Spielzeugeisenbahn, Dampfmaschine, Antriebsmodell, Ritterburgen, Bauernhöfe, Kaufmannsläden, Papiertheater
- Raum 2: „Spielzeugstadt Brandenburg“ – Blechspielzeuge aus Brandenburg an der Havel (E. P. Lehmann Patentwerk, Oro-Werke, Greppert & Kelch, Gundka, MSB), DDR-Spielzeug, Spardosen, Massetiere und Figuren (Lineol / Elastolin)
- Raum 3: „Zeit zum Spielen“ – optisches Spielzeug (Laterna Magica, Zoetrop, Pouva Magica, Kaleidoskop ..., Papierspielzeug (Brettspiele, Kartenspiele), Musikspielzeuge, Schulerinnerungen (Fibeln, Lesekästen, Lottospiele, Tafeln ...)
- Raum 4: „Der kleine Baumeister“ – Baukästen und Bauspiele aus Holz, Metall und Stein, z. B. Anker-Steinbaukasten
- Raum 5: „Die kleinen großen Leute“ – Die Welt der Puppen, Puppenstuben, Puppenküchen, Erzgebirgsminiaturen, Doppelstockkarussell mit Münzeinwurf
- Raum 6: „Hurra, Hurra, der Kasper ist da“ – Die Welt der Kasperlepuppen, Kasperletheater, Kinderbücher und Sonderausstellungsfläche

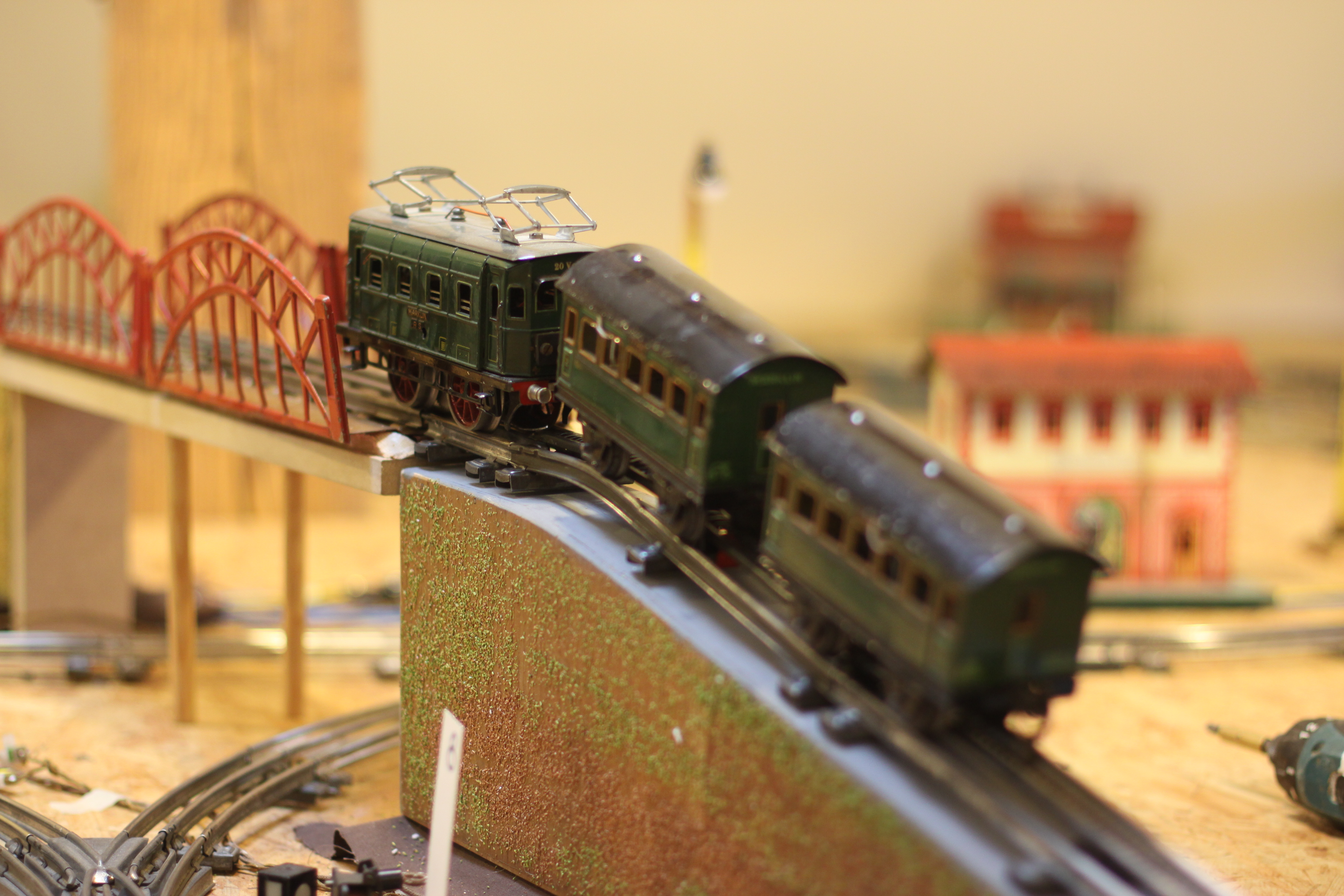
Märklin-Zahnradbahn im Dachgeschoss

- Raum 7: „Mit Volldampf voraus!“ – funktionierende Eisenbahnanlage (Märklin Spur 0, mit regelmäßigem Spielbetrieb), Erweiterung der Eisenbahnausstellung, kleine Weihnachtsstube, Sonderausstellungsfläche

## Sammler
Die Exponate des Spielzeugmuseums stammen von zwei Berliner Sammlern. Initiator des Spielzeugmuseums war Hans-Jürgen Thiedig. Ihm ist es zu verdanken, dass seine über vier Jahrzehnte zusammengetragene Sammlung der Öffentlichkeit zugänglich gemacht wurde. 
Claus-Peter Jörger sammelte und handelte ebenfalls mit antikem Spielzeug. Eine Auswahl seiner hochwertigen Exponate wurde bereits im Nationalmuseum Stettin gezeigt.